# Ottavio Belmosto
Ottavio Belmosto (ur. w 1559 w Genui, zm. 16 listopada 1618 w Rzymie) – włoski kardynał.

## Życiorys
Urodził się w 1559 roku w Genui, jako syn Giovanniego Lodisia Belmosto i Francesci Tagliavaccy. Po studiach uzyskał stopień doktora utroque iure. 31 lipca 1591 roku został wybrany biskupem Alérii. W 1606 roku został wicelegatem w Romanii, a dwa lata później zrezygnował z zarządzania diecezją. 19 września 1616 roku został kreowany kardynałem prezbiterem i otrzymał kościół tytularny San Carlo ai Catinari. Zmarł 16 listopada 1618 roku w Rzymie.